# تيرانس هيرنغتون
تيرانس هيرنغتون (بالإنجليزية: Terrance Herrington)‏ هو عداء المسافات المتوسطة أمريكي، ولد في 31 يوليو 1966 في هارتسفيل في الولايات المتحدة.

## وصلات خارجية
- تيرانس هيرنغتون على موقع الاتحاد الدولي لألعاب القوى (الإنجليزية)
- تيرانس هيرنغتون على موقع أوليمبيديا (الإنجليزية)